# Марек Сапара
Ма́рек Сапа́ра (словац. Marek Sapara, нар. 31 липня 1982, Кошиці, Словаччина) — словацький футболіст, півзахисник «Трабзонспора» та національної збірної Словаччини.

## Біографія

### Клубна кар'єра
Марек Сапара народився на околиці розпочав свої футбольні кроки в юнацьких командах міста, а згодом спробував свої сили в «Кошицях» та провів там два сезони, але згодом його переманили до прогресуючого клубу «Ружомберок». В Ружомбероку він провів чотири сезони, а в завершальному сезоні став чемпіоном Цорґонь ліги і володарем Кубком Словаччини з футболу. Такі успішні виступи Марека привернули увагу європейських скаутів й наступний сезон 2006-2007 він уже виступав за норвезьку титуловану столичну команду «Русенборг» в якій він за три сезони двічі здобув золоті нагороди та раз виграв Кубок Норвегії. А вже 2010 рік Марек Сапара розпочав в турецькому «Анкараґюджю»

### Збірна
Марек Сапара дебютував за національну команду 8 лютого 2005 року у відбірковому матчі супроти збірної Естонія.

## Титули і досягнення
- Чемпіон Словаччини (1):

«Ружомберок»: 2005-06
- Володар Кубка Словаччини (1):

«Ружомберок»: 2005-06
- Чемпіон Норвегії (2):

«Русенборг»: 2006, 2009